# Ado (Lagos)
Pour les articles homonymes, voir Ado.
Ado (en Édo : Edo) est le premier Oba de Lagos, alors appelé Eleko d'Eko, qui règne soit de 1630 à 1669, soit de 1716 à 1755. Il est le fils d'Ashipa, désigné par l'Oba du Bénin pour gouverner sur Eko (Lagos) en tant que chef militaire. Il préserve les symboles d'autorité obtenus par son père et s'affirme en tant que roi (Eleko) avec l'approbation de l'Oba du Bénin. Le règne d'Ado se caractérise par l'apparition d'une forme de gouvernement centralisé de type monarchique à la suite de l'expansion des dix chefferies d'Eko.

## Descendance
Deux maisons découlent d'Ado dans la dynastie des Obas de Lagos : la maison Akinsemoyin et la maison Ologun Kutere. En effet, Ado a trois enfants : deux garçons (Gabaro et Akinsemoyin) et une fille (Erelu Kuti (en)). Gabaro meurt sans enfant tandis qu'Erelu a un fils nommé Ologun Kutere. Une rotation dynastique entre les deux maisons est prévue, mais lorsqu'Ologun Kutere accède au titre d'Oba, sa maison préserve le pouvoir. Lors de l'intronisation d'Adeyinka Oyekan, en 1965, la maison Akinsemoyin proteste auprès du Conseil des Chefs de Lagos. Le tribunal confirme l'existence d'une rotation dynastique non respectée et le Conseil des Chef l'intègre au processus d'élection. L'oba actuel, Rilwan Akiolu, est donc un descendant de la maison Akinsemoyin.
Tout comme pour ses prédécesseurs, la période de règne d'Ado est sujette à discussion. Cependant, les datations et les recherches effectuées au XXe siècle et au XXIe siècle soutiennent une datation plus tardive de 1716 à 1755.

## Origine du festival Eyo
L'une des origines hypothétiques du festival Eyo, aussi appelé Adamu Orisa, est relié à Ado qui aurait importé cette coutume à Lagos depuis le Bénin par l'intermédiaire des chefs Ologun Agan et Sagbemi. La tradition orale indique qu'il y aurait deux orisha, Adamu et Ogunran, pour lesquels deux autels sont construits. Cependant, les recherches historiques ne dévoilent aucune forme de divertissement de ce type avant le règne d'Osinlokun.

## Construction du palais
La construction du palais de l'Oba, Iga Idunganran (en), débute durant le règne d'Oda après avoir hérité de l'île de Lagos. En effet, les territoires de Lagos sont alors encore divisés entre les dix chefferies mises en place par Olofin au XVe siècle ou XVIe siècle. Le successeur d'Ado, Gabaro, achève la construction de Palais afin d'y installer officiellement le siège et le trône de l'Oba.